# To the People of the United States
To the People of the United States ist ein US-amerikanischer Kurz-Dokumentarfilm von Arthur Lubin aus dem Jahr 1943. Der Film entstand im Auftrag des United States Public Health Service und sollte US-amerikanische Soldaten vor Syphilis warnen.

## Inhalt
Der Film beginnt damit, dass eine Boeing-B-17-Crew sich am Boden befindet, deren Staffel nicht abheben kann, weil der Pilot krank ist. Das Bild geht über auf die Rückansicht eines Soldaten, der dem Militärarzt Jensen gegenüber äußert, dass er sich dadurch, dass er sich angesteckt habe, schuldig fühle. Der Arzt versichert ihm, dass er wieder werde fliegen können. Doch dem Soldaten sind Gerüchte zu Ohren gekommen, dass seine Karriere als Pilot vorbei sei. Jensen versucht die Bedenken des Mannes zu zerstreuen, indem er beteuert, dass seine Infektion früh genug habe gestoppt werden können.
Nachdem der Pilot den Raum verlassen hat, spricht Colonel Jensen das Publikum direkt an. Zunächst erläutert er die Ausbreitung von Syphilis in den Vereinigten Staaten. In einem Krankenhaus der US-Armee wird der Zuschauer informiert, dass sich Syphilis wie ein Buschbrand ausbreite und weder eine ausländische Organisation noch Sabotage mehr Arbeitsausfälle als die Erkrankung auslösen würden.
Jensen berichtet nun von dem sozialen Stigma, das mit Syphilis assoziiert werde, und vermutet, dass dies der Hauptgrund sei, dass man sein Blut so selten auf die Erreger testen lasse. In Skandinavien hingegen, der Heimat von Jensen, wären die Menschen sehr viel offener und es sei normal, sein Blut regelmäßig testen zu lassen. Er zeigt dann anhand eines Diagrammes auf, dass in Norwegen, Schweden und Dänemark, verglichen mit New York, Syphilis weitaus weniger verbreitet ist. Der Film endet mit einem Appell, sich testen zu lassen.

## Hintergrund
Der Film wurde 1944 in der Kategorie „Bester Dokumentar-Kurzfilm“ für einen Oscar nominiert.